# Masllorenç
Masllorenç är en kommun i Spanien.   Den ligger i provinsen Província de Tarragona och regionen Katalonien, i den östra delen av landet, 400 km öster om huvudstaden Madrid. Antalet invånare är 528. Arean är 6,6 kvadratkilometer. Masllorenç gränsar till Rodonyà, Montferri, Albinyana, La Bisbal del Penedès och Bonastre. 
Terrängen i Masllorenç är huvudsakligen platt.